# Mikroregion Guamá

Mikroregion Guamá

Mikroregion Guamá – mikroregion w brazylijskim stanie Pará należący do mezoregionu Nordeste Paraense. Ma powierzchnię 28.439,6 km²

## Gminy
- Aurora do Pará
- Cachoeira do Piriá
- Capitão Poço
- Garrafão do Norte
- Ipixuna do Pará
- Irituia
- Mãe do Rio
- Nova Esperança do Piriá
- Ourém
- Santa Luzia do Pará
- São Domingos do Capim
- São Miguel do Guamá
- Viseu